# Noël Rist
Pour les articles homonymes, voir Rist.
Noël Rist, né le 22 décembre 1906 à Montpellier et décédé le 23 novembre 1990 à Paris, est un médecin français, chercheur à l'Institut Pasteur.

## Biographie
Noël Rist est le fils de Charles Rist, économiste et sous-gouverneur à la Banque de France. Il est apparenté à la famille Monod par sa mère, Germaine Monod. 
Après des études de médecine, il devient chercheur à l’institut Pasteur. Il épouse en 1941 Marie de Lacroix, avec qui il fondera en 1961 l'école nouvelle d'Antony. Il meurt d’un cancer en 1990.

## Recherches à l'Institut Pasteur
En 1937, simultanément et indépendamment l'un de l'autre, G. Buttle au Royaume-Uni d'une part, et Ernest Fourneau et ses collaborateurs du laboratoire de chimie thérapeutique de l'Institut Pasteur d'autre part, ont découvert l'action antibactérienne des sulfones. En 1939, Noël Rist démontre qu'elles sont efficaces également, in vitro et in vivo, contre la tuberculose. Poursuivies avec Jacques et Thérèse Tréfouël et infléchies par la découverte d'Henry Faget qui, en 1943, expérimente les sulfones avec succès contre le bacille de Hansen, les recherches de Rist aboutissent en 1947 à la mise au point du premier traitement antilépreux par la sulfone-mère.
À partir de 1947, il effectue pour l’Institut des recherches sur les traitements de la tuberculose. En 1950, il organise avec Françoise Grumbach le laboratoire de chimiothérapie expérimentale de la tuberculose. En 1957, lorsque John Crofton découvre une trithérapie dont l’efficacité est mise en cause par les milieux médicaux, il participe avec Georges Canetti à la première expérimentation internationale impliquant 23 pays  qui aboutira à la validation du traitement.
Il élabore en 1963 avec G. Canetti et J.Grosset la méthode des proportions qui mesure la sensibilité du bacille tuberculeux aux médicaments antibacillaires.

## Actions en éducation nouvelle
En 1961, Noël Rist est cofondateur de l'école nouvelle d'Antony, dont son épouse Marie - dite Nina - prend la direction.
Il cosigne en 1983 le livre Une pédagogie de la confiance relatant l'histoire de cette école
Il participe à partir des années 1970 aux stages et congrès du Groupe français d'éducation nouvelle, et à des interventions concrètes avec les enseignants de ce mouvement visant à l'éveil de l'esprit scientifique chez les jeunes enfants.
Jusqu'à sa mort en 1990, il travaille à faire connaître l'éducation nouvelle et ses pédagogues, en particulier Janusz Korczak et Frantisek Bakulé.